# Адам Свєркоч
Адам Мирослав Свєркоч, теж Свєркош (пол. Adam Mirosław Świerkocz vel Świerkosz; нар. 15 грудня 1964, Прудник) — польський військовий льотчик, бригадний генерал Збройних сил Польщі.

## Життєпис
Закінчив початкову школу у Пруднику. У 1979–1983 роках навчався в загальноосвітньому авіаційному ліцеї в Зеленій Гурі. У 1983 році вступив до Військово-повітряної академії (Школа Орлят). У період з 1995 по 1997 роки навчався в Академії національної оборони у Варшаві.
У 2001–2004 роках був командиром 6-ї тактичної авіаційної ескадрильї в Повідзі. 19 лютого 2004 року він обійняв посаду командира 32-ї авіабази в Лаську. 15 серпня 2007 року йому присвоєно звання бригадного генерала. Через день став командиром 3-ї бригади транспортної авіації. 30 травня 2008 року звільнений у запас.

## Відзнаки
- Бронзовий Хрест Заслуги (2002)[5]
- Срібний Хрест Заслуги (2005)[6]